# 高逸图
《高逸图》又名《七贤图》，为唐末书画家孙位唯一存世的作品，绢本设色，纵45.3厘米，横169.1厘米，现藏于上海博物馆。
《高逸图》为《竹林七贤图》殘卷，表现魏晋时期竹林七贤中的四賢（山涛、王戎、刘伶、阮籍），工笔重彩，鲜艳绚烂，衣冠器物符合晋唐之式，人物衣纹线条采用铁线描、兰叶描技法，呈现丝织品柔软透明的质感。
自北宋以来，该画由皇室和名家收藏，卷首有宋徽宗御题“孙位高逸图”五字。1922年《高逸图》流出宫廷。1955年由上海博物馆购藏。
2012年6月11日，《高逸图》列入国家文物局发布的《第二批禁止出国（境）展览文物目录（书画类）》。

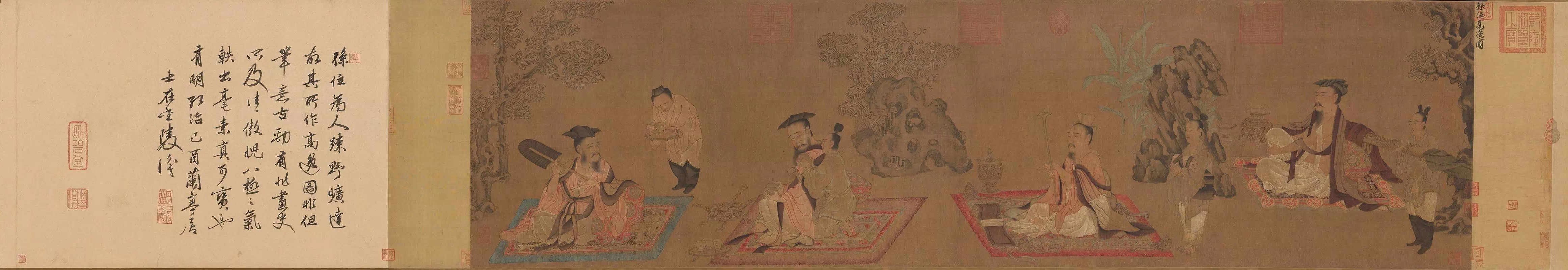
孫位《高逸图》，上海博物馆藏